# Chionidès
Chionidès (en grec ancien Χιονίδης / Chionídēs ou Χιωνίδης / Chiōnídēs) est un poète athénien de l'Ancienne Comédie. 

## Vie et œuvres
En 486 av. J.-C., Chionidès aurait remporté le premier concours comique aux Grandes Dionysies.
De ses œuvres, seuls huit fragments et trois titres nous sont parvenus :
- Les Héros (Ἥρωες) ;
- Les Perses ou les Assyriens (Πέρσαι ἢ Ἀσσύριοι) ;
- Les Pauvres ou Les Mendiants (Πτωχοί).